# 기테라 마사토

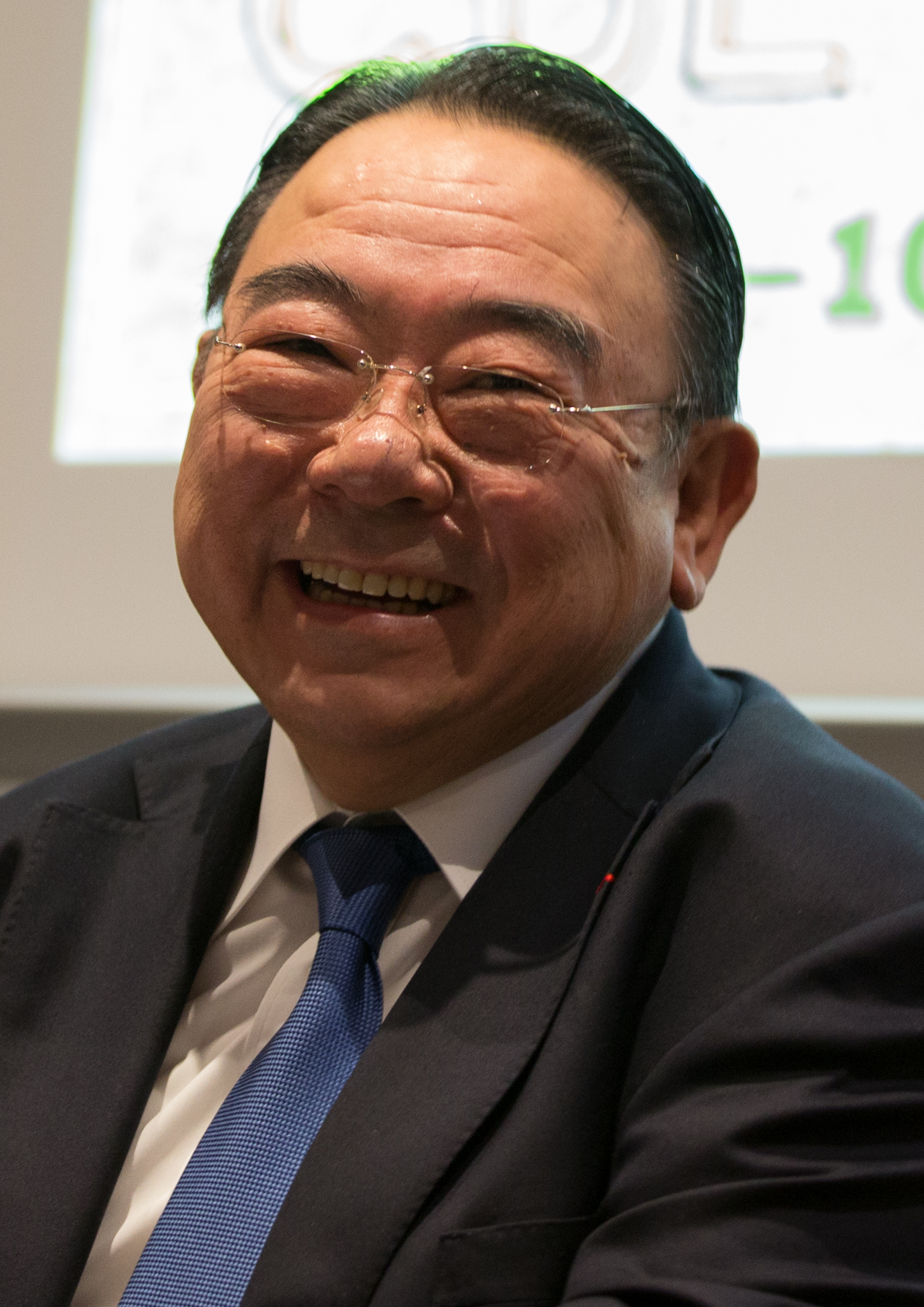
기테라 마사토(2017년 촬영)

기테라 마사토(일본어: 木寺 昌人, 1952년 10월 10일 ~ )는 일본의 외교관이다. 외무성 대신관방장, 내각관방 부장관보를 거쳐 2012년부터 2016년까지 주중화인민공화국 특명전권대사, 2016년부터 2019년까지 주프랑스 특명전권대사를 맡았다.

## 인물
도쿄도 출신으로 부친은 기테라 아쓰시(전 가와사키 제철 상무)이다. 도쿄 대학 법학부를 졸업하고 1976년 외무성에 입성하여 프랑스어 연수를 받았다.
1994년 10월에 아키히토·미치코 황후의 프랑스 국빈 방문에 동행하여 통역 등을 맡았다.

### 중화인민공화국과의 관계
- 외무성 중국과의 수석사무관으로서 중일국교정상화 20주년(1992년)과 관련된 업무를 했다.
- ‘마사토’(昌人)라는 이름은 중국 우창으로부터 한 글자를 따온 것인데, 이것은 자신의 생일인 10월 10일이 우창에서 신해 혁명이 일어난 날에 유래된 것이다. 이 때문인지 쑨원에 대한 관심과 흥미가 있었다고 한다. 또한 외조부는 중화인민공화국 다롄에서 일한 경험이 있었고 어머니도 다롄 출신이다.[3]

## 주요 경력
- 외무성 아시아국 중국과 수석사무관
- 1993년 4월 : 외무성 경제협력국 무상자금협력과장
- 1995년 7월 : 대신관방 겸 내각사무관 국무대신 관방장관 비서관 사무 취급
- 1997년 7월 : 주태국 일본대사관 공사
- 2000년 5월 : 대신관방 회계과장
- 2001년 5월 : 주프랑스 공사 겸 프랑스 국제관계연구소(IFRI) 객원연구원
- 2002년 3월 : 주제네바 국제기관 일본정부대표부 공사
- 2005년 9월 : 대신관방 심의관 겸 경제국 심의관
- 2006년 8월 : 대신관방 심의관 겸 종합외교정책국(유엔 담당) 대사
- 2008년 1월 : 외무성 중동·아프리카국 아프리카 심의관
- 2008년 7월 : 외무성 국제협력국장
- 2010년 1월 : 대신관방장
- 2012년 9월 : 내각관방 부장관보(외정 담당)
- 2012년 11월 : 주중화인민공화국 특명전권대사
- 2016년 4월 : 주프랑스 특명전권대사[4]

## 상훈
- 2016년 : 레지옹 도뇌르 훈장 슈발리에장[5]